# Giro di Romagna 1992
Il Giro di Romagna 1992, sessantasettesima edizione della corsa, si svolse il 24 settembre 1992 su un percorso di 205 km. La vittoria fu appannaggio dello svizzero Beat Zberg, che completò il percorso in 5h05'00", precedendo gli italiani Davide Rebellin e Davide Cassani.

## Ordine d'arrivo (Top 10)
| Pos. | Corridore           | Squadra                   | Tempo    |
| ---- | ------------------- | ------------------------- | -------- |
| 1    | Beat Zberg          | Helvetia                  | 5h05'00" |
| 2    | Davide Rebellin     | GB-MG Boys Maglificio     | s.t.     |
| 3    | Davide Cassani      | Ariostea                  | s.t.     |
| 4    | Dario Bottaro       | Mercatone Uno-Medeghini   | s.t.     |
| 5    | Massimo Strazzer    | Jolly Componibili-Club 88 | s.t.     |
| 6    | Alberto Volpi       | Gatorade-Château d'Ax     | s.t.     |
| 7    | Roberto Giucolsi    | Italbonifica-Navigare     | s.t.     |
| 8    | Bjarne Riis         | Ariostea                  | s.t.     |
| 9    | Heinrich Trumheller | Helvetia                  | s.t.     |
| 10   | Alberto Elli        | Ariostea                  | s.t.     |